# Крістіан Муньйос
Крістіан Муньйос (ісп. Cristián Muñoz, нар. 1 липня 1977, Буенос-Айрес) — аргентинський футболіст, що грав на позиції воротаря.

## Клубна кар'єра
Народився 1 липня 1977 року в місті Буенос-Айрес. Вихованець футбольної школи клубу «Атлетіко Сарм'єнто» і 1994 року у цьому ж клубі дебютував у дорослому футболі, провівши там п'ять сезонів.
1997 року у віці 20 років Муньйос перейшов в один з грандів аргентинського футболу, клуб «Бока Хуніорс». Дебют за нову команду відбувся 14 вересня 1997 року в матчі проти «Ньюеллс Олд Бойз».. Втім заграти у зірковій команді молодий воротар не зумів і здавався в оренду в клуби «Лос Андес» та «Тальєрес». В інший жде час у складі «Боки» був дублером Роберто Аббондансьєрі і у цьому статусі виграв по два чемпіонства та Кубка Лібертадорес та один Південноамериканський кубок.

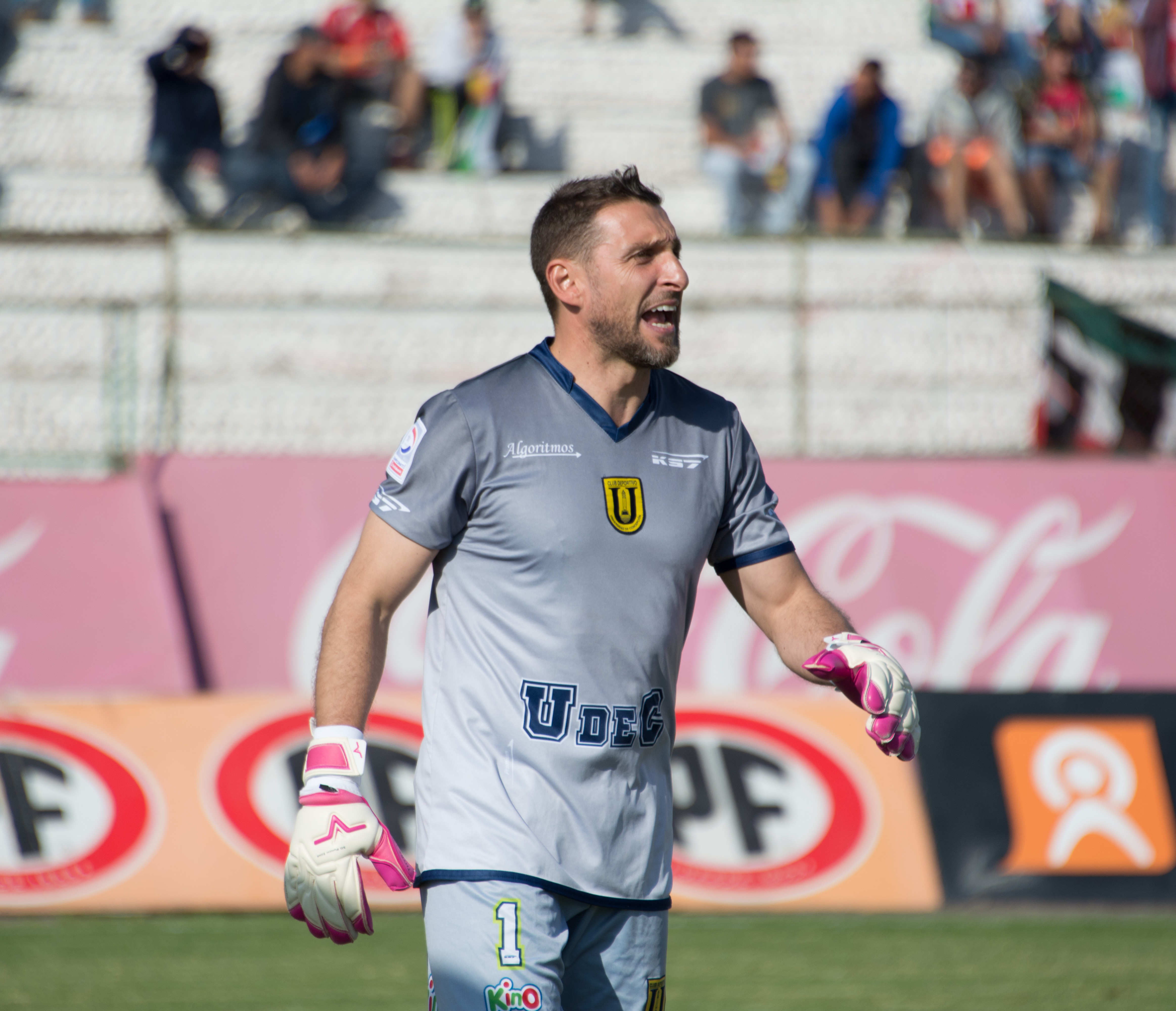
Крістіан Муньйос під час виступів за «Універсідад де Консепсьйон». 6 травня 2018 року.

В січні 2005 року відправився до Чилі і провів півтора року у клубі «Уачіпато», після чого з липня 2007 року два роки захищав кольори команди клубу «Коло-Коло». Більшість часу, проведеного у складі «Коло-Коло», був основним голкіпером команди і допоміг команді здобути три чемпіонства Чилі. Згодом протягом 2010—2012 років знову захищав кольори клубу «Уачіпато», з яким ще раз виграв національний чемпіонат.
2013 року перейшов до клубу «Універсідад де Консепсьйон», за який відіграв 6 сезонів. Граючи у складі «Універсідад де Консепсьйон» також здебільшого виходив на поле в основному складі команди і допоміг команді 2015 року виграти Кубок Чилі, а 2018 року стати віце-чемпіоном країни. Завершив професійну кар'єру футболіста виступами за команду «Універсідад де Консепсьйон» 4 грудня 2019 року у 42 роки. Це подія стала знаковою для південноамериканського футболу, оскільки Муньйос лишався останнім діючим гравцем, який грав у одній команді з Дієго Марадоною.

## Виступи за збірну
1997 року залучався до складу молодіжної збірної Аргентини, разом з якою брав участь у молодіжному чемпіонаті світу в Малайзії. В єдиному зіграному матчі Муньйоса, Аргентинці перемогли англійців (2:1) в 1/8 фіналу, в результаті молодіжна збірна Аргентини змогла виграти першість світу.
Він також брав участь у команді до 23 років, яка грала у Передолімпійському турнір Північної Америки 2000 року в Бразилії. Там аргентинці стали третіми і не зуміли кваліфікуватись на Олімпійські ігри.

## Досягнення
Аргентина U-20
- Володар молодіжного Кубка світу (1): 1997

 «Бока Хуніорс»
- чемпіон Аргентини (2): 1999 Клаусура, 2003 Апертура
- Володар Кубка Лібертадорес (2): 2001, 2003
- Володар Південноамериканського кубка (1): 2004

 «Коло-Коло»
- Чемпіон Чилі (3): 2007 Клаусура, 2008 Клаусура, 2009 Клаусура

 «Уачіпато»
- Чемпіон Чилі (1): 2012 Клаусура

 «Універсідад де Консепсьйон»
- Володар Кубка Чилі (1): 2014/2015

## Особисте життя
Після восьми років життя в Чилі, 2012 року він отримав чилійське громадянство і навіть голосував на муніципальних виборах 2012 року.